# (34117) 2000 PA27
2000 PA27 (asteroide 34117) é um asteroide da cintura principal. Possui uma excentricidade de 0.05728570 e uma inclinação de 1.94617º.
Este asteroide foi descoberto no dia 9 de agosto de 2000 por LINEAR em Socorro.